# Божидар Терзић
Божидар Терзић (Горњи Милановац, 7. септембар 1867 — Београд, 29. септембар 1939) био је српски генерал и министар војни Краљевине Србије у Првом светском рату. У војсци Краљевине Југославије био је армијски генерал и командант армијских области.

## Биографија
Рођен је 7. септембра 1867. године у Горњем Милановцу, од оца Петра, писара среза Качерског, округа Рудничког и мајке Јерине.
Основну школу завршио је у Горњем Милановцу, а седам разреда гимназије у Крагујевцу. У војску је ступио као питомац 19. класе Војне академије, 10. септембра 1886. године. Школовање је завршио 1. септембра 1889. године, као девети у рангу, када је произведен у чин пешадијског потпоручника. По завршетку Ниже, октобра 1892. ступио је, као питомац 4. класе, на Вишу школу Војне академије, а завршио је јула 1894. као други у рангу. Војно школовање је продужио у иностранству. Августа 1896. година, као државни питомац послат је у Немачку. Служио је у пољској артиљерији и Померанском артиљеријском пуку. На усавршавању је остао до октобра 1897. У октобру 1898. ступио је на курс приправника за генералштабну струку. Курс је завршио новембра 1900.

## Активна служба
Првим распоредом, по завршеној Војној академији, одређен је за водника у 1. а затим у 2. чети 12. батаљона сталног кадра. Но, већ марта 1890. преведен је у други род војске, артиљерију, те одређен за водника у 2. дивизиону Шумадијског артиљеријског пука. По завршетку Више школе Војне академије одређен је за водника и наставника у Артиљеријској подофицирској школи. На овој дужности остао је до августа 1895, када је постављен за водника 2. дивизиона Дунавског артиљеријског пука. На том положају остао је до августа наредне године, када одлази у Немачку. Октобра 1897. одређен је за командира батерије у 2. дивизиону Дунавског артиљерјског пука. На службу у Унутрашњи одсек Генералштабног одељења Команде Активне војске прешао је 25. децембра 1897. године. Након завршетка генералштабног курса распоређен је на службу у Операцијско одељење Главног генералштаба. За ађутанта начелника Главног генералштаба одређен је 28. децембра.
У времену од 1901. до 1905. постављан је на више командних дужности. Од 5. марта 1901. до 31. јула 1901. био је вршилац дужности команданта 1. батаљона у 26. пешадијском пуку; од 31. јула 1901. до 19. априла 1902. вршилац дужности команданта 2. батаљона 19. пешадијског пука; од 19. априла 1902. до 14. новембра 1903. начелник је Штаба команде Шумадијске дивизијске области, од 14. новембра 1903. до 9. априла 1905. вршилац је дужности команданта 12. пешадијског пука. У истом периоду, од 1903. до 1905. био је и ађутант краља Петра I. За вршиоца дужности шефа Унутрашњег одсека Оперативног одељења Главног генералштаба постављен је 9. априла 1905. Од 30. септембра 1906. био је вршилац дужности команданта 1. пешадијског пука. Са ове дужности 25. марта 1907. одређен је за вршиоца дужности, а од 6. јуна за команданта 17. пешадијског пука. Од марта 1908. до априла 1913. године био је на више штабних дужности: од 24. марта 1908. до 9. фебруара 1910. шеф Унутрашњег одсека Опертивног одељења Главног генералштаба; од 9. фебруара до 14. октобра 1910. вршилац дужности начелника Историјског одељења Главног генералштаба; од 14. октобра 1910. до 17. септембра 1912. вршилац дужности начелника Оперативног одељења Главног генералштаба.

## Балкански и Први светски рат
У време избијања рата са Турском, септембра 1912, постављен је за начелника Оперативног одељења штаба Врховне команде. На том положају остао је до априла 1913, када је постављен за команданта Шумадијске дивизије 1. позива Народне војске. Овим дивизијом командовао је у рату са Бугарском 1913. године. Њен командант био је до 13. августа 1913, када је преузео команду Шумадијске дивизијске области, до 12. априла 1914. са ове дужности премештен је за команданта Вардарске дивизијске области.
По објави рата Аустроугарске, јула 1914. ратним распоредом постављен је за начелника Штаба 1. армије. Убрзо је поново био на челу Шумадијске дивизије 1. позива, са којом је учествовао у пробоју у Срем, септембра 1914. Овом јединицом командује и у Колубарској бици, у саставу 2. армије, а затим и у борбама за ослобођење Београда 1914. године. У јесен 1915. ова дивизија, под његовом командом, водила је борбу код Пирота, а затим код Смедерева. Пред надмоћнијим непријатељем, са осталим јединицама, и она је одступила преко Црне Горе и Албаније до Скадра. Ту је њен командант преузео нову дужност. Реконструкцијом кабинета Николе Пашића, 6. децембра 1915. постављен је за министра војног, заменивши на тој дужности пуковника Радивоја Бојовића. Ову дужност обављао је и у кабинету Никола Пашића, од 10. јуна 1917. до 10. марта 1918. У новоформираном кабинету Николе Пашића остао је до 10. марта 1918. до 31. маја 1918, када је поднео оставку.

## Краљевина Југославија
Октобра 1918. одређен је за изванредног изасланика Врховне команде у Сарајеву. Кратко, од 1. децембра 1918. до 1. јануара 1919, био је командант Вардарске дивизијске области, а од 1. јануара 1919. командант је 3. армијске области. Исте године постављен је и за команданта свих трупа у Банату. За команданта 2. армијске области одређен је 12. новембра 1919. године уместо војводе Степе Степановића. По својој молби, 10. маја 1920. је пензионисан. Поново је реактивиран 19. фебруара 1923. и десет дана касније постављен за команданта 3. армијске области. На том положају остао је до 30. децембра 1925. Тог дана одређен је на исти положај у 5. армијској области. На тој дужности остао је до пензионисања, 11. априла 1929. Одликован је бројним одликовањима како домаћим тако и иностраним.
Уз поменуте дужности, кратко је током 1890. године, био и уредник часописа Ратник. Није био жењен.
Преминуо је 29. септембра 1939. године. Сахрањен је у породичну гробницу у Горњем Милановцу.

## Одликовања

### Домаћа одликовања
- Орден Карађорђеве звезде са мачевима 3. и 4. реда
- Орден Карађорђеве звезде 2. реда
- Орден белог орла са мачевима 2. реда
- Орден белог орла 4. и 5. реда
- Орден Таковског крста 5. реда
- Орден Светог Саве 1. реда
- Орден Југословенске круне 2. реда
- Медаља за војничке врлине
- Споменице балканских ратова 1912—1913.
- Споменица Првог светског рата 1914—1918.
- Споменица Краља Петра I
- Албанска споменица

### Инострана одликовања
- Орден Скендербега 1. реда, Албанија
- Орден Светог Михајла и Светог Ђорђа 2. реда, Енглеска
- Орден Италијанске круне 1. реда, Италија
- Орден Полонија Реститута 1. реда, Пољска
- Орден Румунске круне 1. реда, Румунија
- Орден Румунске Звезде са мачевима 1. реда, Румунија
- Орден Легије части 3. реда, Француска
- Орден Белог лава 2. реда, Чехословачка
- Медаља за храброст 2. реда, Грчка

## Унапређење у чинове
| Питомац Каплар | Питомац Поднаредник | Питомац Наредник    | Потпоручник        | Поручник        | Капетан Друге класе |
| -------------- | ------------------- | ------------------- | ------------------ | --------------- | ------------------- |
|                |                     |                     |                    |                 |                     |
| 14. март 1887. | 30. септембар 1887. | 10. септембар 1888. | 1. септембар 1889. | 2. август 1893. | 2. август 1896.     |

| Капетан Прве класе | Мајор            | Потпуковник   | Пуковник      | Генерал       | Армијски генерал  |
| ------------------ | ---------------- | ------------- | ------------- | ------------- | ----------------- |
|                    |                  |               |               |               |                   |
| 2. август 1898.    | 12. август 1901. | 29. јул 1907. | 29. јун 1912. | 29. јун 1916. | 21. октобар 1923. |